# Catharina Geiger
Maria Catharina Geiger, verheiratete Catharina Sattler (geboren 4. Februar 1789 in Schweinfurt; gestorben 22. März 1861 auf Schloss Mainberg bei Schweinfurt) war eine deutsche Malerin, Zeichnerin und Kunstsammlerin.

## Leben

### Jugend
Catharina Geiger war die Tochter des Malers Conrad Geiger (1751–1808). Ihre sechs Jahre ältere Schwester war die Malerin Margarethe Geiger (1783–1809). Ihre Mutter Barbara, geborene Schöner betrieb im Schweinfurter Wohnhaus eine Pottaschesiederei und die Gastwirtschaft Schönerscher Garten. Damit hatte die Familie ein sicheres Einkommen.

### Künstlerische Entwicklung
Wie auch bei ihrer Schwester zeigte sich bei Catharina früh eine künstlerische Begabung. Der Vater förderte diese und bald arbeitete sie in seiner Künstlerwerkstatt mit. Mit scharfer Beobachtungsgabe gelang es ihr rasch Skizzen und Porträts auf Papier zu bringen. Seit 1800 füllte sie Skizzenbücher. 1804 unternahm Conrad Geiger mit seinen Töchtern eine Reise nach Würzburg zu seinem alten Lehrer, dem Hofmaler Johann Christoph Fesel (1737–1805). Sie kopierten Gemälde alter Meister und bekamen Nachhilfe im Porträtmalen. Margarethe bekam Aufträge zum Malen von Trachtenblättern und ging daraufhin nach München. Sie ermunterte und instruierte Catharina in zahlreichen Briefen.  Ab 1805 beginnt Catharina ebenso wie ihre Schwester fränkische Trachten zu malen, woraufhin ihr Margarethe einen Auftrag über eine Serie fränkischer Volkstrachten verschaffte.
Zudem gewöhnte es sich Catharina an, Zeichnungen zu Romanen, Gedichten, Schauspielszenen oder über die Schweinfurter Gesellschaft auf Papier zu bringen. Sie erstellte auch Illustrationen für ein Liederkranz-Album und die Chronik von Schloß Mainberg.

### Familie und Unternehmen
Im Dezember 1805 wurde Wilhelm Sattler von seinen Freunden Friedrich Wilhelm Ruß, einem Gehilfen in der Schweinfurter Stadtapotheke, und Christian Voit, einem Orgelbauer und Instrumentenmacher, bei den Geigers eingeführt, wo Catharina und er sofort Gefallen aneinander fanden. Er kam aus Kassel nach Schweinfurt, um als Geschäftsführer in der Bleiweißfabrik von Johann Georg Gademann zu arbeiten. Für Catharinas Eltern war der junge Kaufmann suspekt und für Wilhelms Eltern war eine Verbindung mit einer Malerfamilie ein Unding. Daher wurde Catharina für ein Jahr zu einer Großtante nach Wertheim geschickt. Sie arbeitete sich während dieser Zeit in die Pastellmalerei ein. Wilhelm Sattler machte sich 1808 mit einer Farbenfabrik selbständig und zerstreute damit die Bedenken der Familie Geiger. So heirateten die beiden am 14. Februar 1809 und Catharina hieß fortan Sattler mit Nachnamen. Der Vater erlebte die Hochzeit nicht mehr.
Catharina musste innerhalb eines Jahres den Tod von Vater Geiger, Schwester Margarethe und dem erstgeborenen Sohn verkraften. Am 27. August 1810 kam der zweite Sohn Johann Caspar zur Welt. Catharina führte den Haushalt und half in der Verwaltung der Firma mit, die Wilhelm Sattler kontinuierlich vergrößerte und diversifizierte. Er produzierte Mineralfarben – unter anderem das Schweinfurter Grün – und Sago aus Kartoffelstärke.

### Zweite künstlerische Phase
1822 kaufte Wilhelm Sattler das Schloss Mainberg mit umliegenden Ländereien, um dort eine Tapetenfabrik einzurichten. Nachdem Catherina lange Jahre ihre künstlerischen Aktivitäten zugunsten von Familie und Unternehmen hatte ruhen lassen, begann sie 1822 Entwürfe für Tapetenmuster, Ofenschirme und Wandbordüren zu erstellen. Die Familie zog in das Schloss um und Catharina engagierte sich vor allem bei der Renovierung der Schlosskapelle. 1829 kaufte Wilhelm Sattler Schloss Aschach, um dort eine Steingutmanufaktur einzurichten. Auch hier lieferte Catharina Sattler Landschaftsskizzen für das Dekor.
Als 1839 die dritte Auflage eines dreibändigen Gedichtbandes des bayerischen Königs Ludwig I. erschien, illustrierte sie ein Exemplar und schenkte es dem König. Sie wurde mit einem persönlichen Dankschreiben geehrt. Um 1848 entwarf sie für die Tapetenfabrik ein Supraporten-Motiv, mit dem sie auf das Verhältnis zwischen Ludwig I. und Lola Montez anspielte. Die dargestellte Kinderszene auf der Tapete soll einige versteckte Anspielungen auf die Februarereignisse 1848 in München enthalten: der karierte Rock des Mädchens soll auf den schottischen Vater von Lola Montez, ihr Spiel mit dem Ziegenbock vor einer Mauer soll den Sturz von Ludwig und Ministerpräsident Maurer und die bayerische Rautenfahne mit dem ‚L‘ auf Ludwig hinweisen.

### Kunstsammlung
In Schloss Mainberg sammelte Catharina die Werke ihres Vaters, die sich auch heute größtenteils in einer Privatsammlung befinden. In der Schlosskapelle waren einige Figuren von Tilmann Riemenschneider aufgestellt, die aus säkularisierten Kirchen stammten. Darunter befand sich die „Münnerstädter Magdalena“. 1828 besuchte Ludwig I. Schloss Mainberg, um sich die Sammlung anzuschauen.

### Familie und Tod
Catharina und Wilhelm Sattler bekamen 13 Kinder. Drei davon starben im Kindesalter. Wilhelm Sattler starb 1859 und Catharina zwei Jahre später. Die Eheleute sind im Friedhof der Familie Sattler auf Schloss Mainberg begraben. Catharina Sattler, geborene Geiger war Großmutter des Münchner Landschaftsmalers Ernst Johann Sattler.

## Werke (Auswahl)
Öl- und Pastellbilder
- Tod Senecas, mit Sb im Hintergrund, 1794
- Kaiser Franz II.
- Bürgermeister Fürthwanger, Erlangen
- verschiedene Schweinfurter Persönlichkeiten

Illustrierte Aufzeichnungen
- Ferdinand Gademann (Hrsg.): Das Zeichenbuch der Katharina Geigerin und die Künstlerfamilie Geiger in Schweinfurt. Mit etwa 50 S. Wiedergabe d. hauptsächl. Zeichnungen aus dem Zeichenbuch von Katharina Geiger, einiger Zeichnungen ihrer Schwester, der Münchener Künstlerin Margarete Geiger und einiger Ölgemälde der Künstlerfamilie Geiger. Schweinfurt 1929, DNB 574742603.
- Paul Utsch (Hrsg.): Die Liebesgeschichte der Catharina Geiger: von ihr selbst in anmutigen Zeichnungen dargestellt und der Nachwelt erhalten. Historischer Verein, Schweinfurt 1989, DNB 890924147.

Skizzen und Produktionsvorlagen
- Farbskizzen für die Fresken zur griechischen Mythologie in der „Orpheushalle“ der Zuckerfabrik ihres Mannes (ausgeführt von einem Maler Arnold)
- zahlreiche Landschaftszeichnungen ihrer Heimat, die als Vorlage für den Bildschmuck des „Aschacher Steinguts“ dienen
- Um 1848: Supraporten-Motiv, das Bezug auf Ludwig I. von Bayern und Lola Montez nimmt[11]

Ein Bild von Catharina hat Margarethe Geiger 1805 erstellt, wo sie sie mit Zeichenutensilien darstellt. Anlässlich der Hochzeit von Catharina und Wilhelm Sattler wurden von Georg Friedrich Adolf Schöner  1809 zwei repräsentative Porträts erstellt und 2021 vom Ehepaar Strathausen im Rahmen einer Schenkung an die Städtischen Sammlungen Schweinfurt (heute: Kulturforum) der Öffentlichkeit vorgestellt.
Werke in öffentlichen Sammlungen
Die Mehrzahl von Catharina Geigers Werken befindet sich in den Städtischen Sammlungen Schweinfurt, einzelne Blätter auch im Kupferstichkabinett Berlin.

## Briefe
- F. Kotouc, E. Schneider (Hrsg.): Die Briefe der Malerin Margarete Geiger. Nürnberg 1987, S. 54.
- Hans Graetz, Andreas Seifert (Hrsg.): Ludwig Bechsteins Briefe an Catharina und Wilhelm Sattler. Hennebergisch-Fränkischer Geschichtsverein, Meiningen 2004.